# كسوف الشمس 26 يناير 2047
سيحدث كسوف جزئي للشمس يوم السبت الموافق 26 يناير 2047. يحدث كسوف الشمس عندما يمر القمر بين الأرض والشمس ، وبالتالي يحجب صورة الشمس كليًا أو جزئيًا عن مشاهد على الأرض. يحدث كسوف جزئي للشمس في المناطق القطبية من الأرض عندما يغيب مركز ظل القمر عن الأرض.

## الصور
مسار متحرك

## الخسوفات ذات الصلة

### كسوف الشمس 2044-2047
هذا الكسوف هو جزء من سلسلة كسوف الشمس 2044-2047. يتكرر الكسوف في كل 177 يومًا تقريبًا و 4 ساعات في العقد المتناوبة من مدار القمر.
| عقدة تصاعدية                                                                                                  | عقدة تصاعدية         |     | عقدة تنازلية                  | عقدة تنازلية |
| 121 | فبراير 28, 2044 حلقي | 126 | أغسطس 23, 2044 كلي            |              |
| 131 | فبراير 16, 2045 حلقي | 136 | أغسطس 12, 2045 كلي            |              |
| 141 | فبراير 5, 2046 حلقي  | 146 | أغسطس 2, 2046 كلي             |              |
| 151 | يناير 26, 2047 جزئي  | 156 | كسوف الشمس 22 يوليو 2047 جزئي |              |
| جزئي solar eclipses on يونيو 23, 2047 and كسوف الشمس 16 ديسمبر 2047 occur on the next lunar year eclipse set. |                      |     |                               |              |

### سلسلة تريتوس
هذا الكسوف هو جزء من دورة تريتوس ، يتكرر عند العقد المتناوبة كل 135 شهرًا متزامنًا (≈ 3986.63 يومًا ، أو 11 عامًا ناقص شهر واحد).
مظهرها وخط طولها غير منتظمين بسبب نقص التزامن مع الشهر غير الطبيعي (فترة الحضيض) ، لكن التجمعات المكونة من 3 دورات تريتوس (33 عامًا ناقص 3 أشهر) تقترب (≈ 434.044 شهرًا غير طبيعي) ، لذا فإن الكسوف متشابه في هذه التجمعات.
| أعضاء السلسلة بين عامي 1901 و 2100            | أعضاء السلسلة بين عامي 1901 و 2100            | أعضاء السلسلة بين عامي 1901 و 2100            | أعضاء السلسلة بين عامي 1901 و 2100 |
| --------------------------------------------- | --------------------------------------------- | --------------------------------------------- | ---------------------------------- |
| </img> </br>6 مارس 1905 </br> (ساروس 138)     | </img> </br> 3 فبراير 1916 </br> (ساروس 139)  | </img> </br> 3 يناير 1927 </br> (ساروس 140)   |                                    |
| </img> </br> 2 ديسمبر 1937 </br> (ساروس 141)  | </img> </br> 1 نوفمبر 1948 </br> (ساروس 142)  | </img> </br> 2 أكتوبر 1959 </br> (ساروس 143)  |                                    |
| </img> </br> 31 أغسطس 1970 </br> (ساروس 144)  | </img> </br> 31 يوليو 1981 </br> (ساروس 145)  | </img> </br> 30 يونيو 1992 </br> (ساروس 146)  |                                    |
| </img> </br> 31 مايو 2003 </br> (ساروس 147)   | </img> </br> 29 أبريل 2014 </br> (ساروس 148)  | </img> </br> 29 مارس 2025 </br> (ساروس 149)   |                                    |
| </img> </br> 27 فبراير 2036 </br> (ساروس 150) | </img> </br> 26 يناير 2047 </br> (ساروس 151)  | </img> </br> 26 ديسمبر 2057 </br> (ساروس 152) |                                    |
| </img> </br> 24 نوفمبر 2068 </br> (ساروس 153) | </img> </br> 24 أكتوبر 2079 </br> (ساروس 154) | </img> </br> 23 سبتمبر 2090 </br> (ساروس 155) |                                    |

### سلسلة ميتونيك
تتكرر السلسلة ميتونيك كل 19 عامًا (6939.69 يومًا) ، وتستمر حوالي 5 دورات. يحدث الكسوف في نفس تاريخ التقويم تقريبًا. بالإضافة إلى ذلك ، تتكرر سلسلة أكتون الفرعية 1/5 من ذلك أو كل 3.8 سنوات (1387.94 يومًا). تحدث جميع الكسوفات في هذا الجدول عند العقدة الصاعدة للقمر.
| 21 من أحداث الكسوف بين 21 يونيو 1982 و 21 يونيو 2058 | 21 من أحداث الكسوف بين 21 يونيو 1982 و 21 يونيو 2058 | 21 من أحداث الكسوف بين 21 يونيو 1982 و 21 يونيو 2058 | 21 من أحداث الكسوف بين 21 يونيو 1982 و 21 يونيو 2058 | 21 من أحداث الكسوف بين 21 يونيو 1982 و 21 يونيو 2058 |
| يونيو 21                                             | أبريل 8–9                                            | يناير 26                                             | نوفمبر 13–14                                         | سبتمبر 1–2                                           |
| 107                                                  | 109                                                  | 111                                                  | 113                                                  | 115                                                  |
| ---------------------------------------------------- | ---------------------------------------------------- | ---------------------------------------------------- | ---------------------------------------------------- | ---------------------------------------------------- |
| يونيو 21, 1963                                       | أبريل 9, 1967                                        | يناير 26, 1971                                       | نوفمبر 14, 1974                                      | سبتمبر 2, 1978                                       |
| 117                                                  | 119                                                  | 121                                                  | 123                                                  | 125                                                  |
| يونيو 21, 1982 [الإنجليزية]                          | أبريل 9, 1986 [الإنجليزية]                           | يناير 26, 1990 [الإنجليزية]                          | نوفمبر 13, 1993 [الإنجليزية]                         | سبتمبر 2, 1997 [الإنجليزية]                          |
| 127                                                  | 129                                                  | 131                                                  | 133                                                  | 135                                                  |
| يونيو 21, 2001                                       | أبريل 8, 2005                                        | يناير 26, 2009                                       | نوفمبر 13, 2012                                      | سبتمبر 1, 2016                                       |
| 137                                                  | 139                                                  | 141                                                  | 143                                                  | 145                                                  |
| يونيو 21, 2020                                       | أبريل 8, 2024                                        | يناير 26, 2028                                       | نوفمبر 14, 2031                                      | سبتمبر 2, 2035                                       |
| 147                                                  | 149                                                  | 151                                                  | 153                                                  | 155                                                  |
| يونيو 21, 2039                                       | أبريل 9, 2043                                        | يناير 26, 2047                                       | نوفمبر 14, 2050 [الإنجليزية]                         | سبتمبر 2, 2054 [الإنجليزية]                          |
| 157                                                  |                                                      |                                                      |                                                      |                                                      |
| يونيو 21, 2058 [الإنجليزية]                          |                                                      |                                                      |                                                      |                                                      |

## روابط خارجية
- www.solar-eclipse.de - متوسط التغطية السحابية والمدن على طول مسار الكسوف